# Siraha (district)

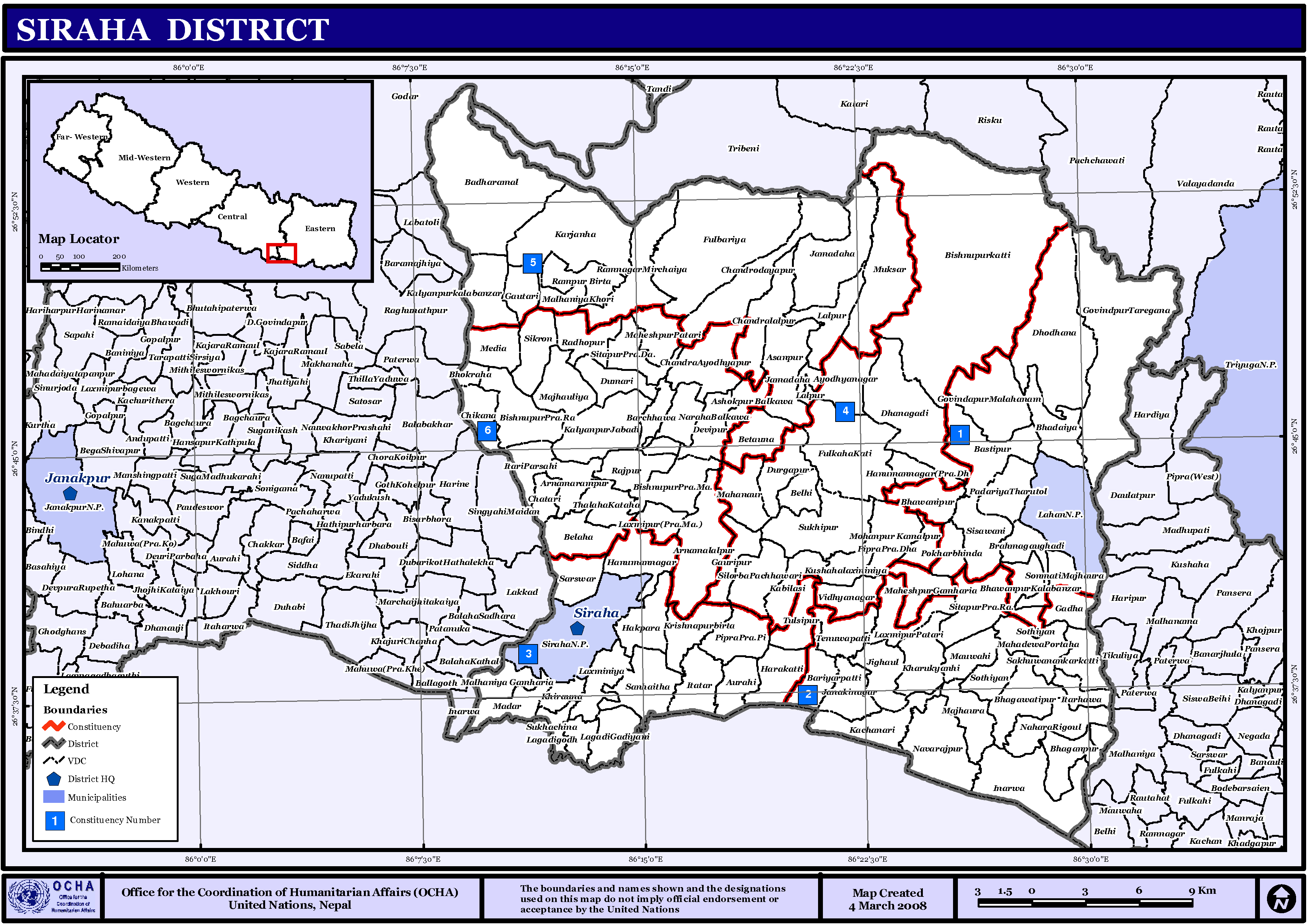
Kaart van Siraha

Siraha (Nepalees: सिराहा) is een van de 75 districten van Nepal. Het district is gelegen in de zone Sagarmatha en de hoofdstad is Siraha. Het district heeft een oppervlakte van 1.188 km² en had in 2001 een inwoneraantal van 572.399; in 2011 waren er 637.328 inwoners.

## Stedenendorpscommissies[2][3]
- Stad: Nepalees: nagarpalika of N.P.; Engels: municipality;
- Dorpscommissie: Nepalees: panchayat; Engels: village development committee of VDC.

- Steden (2): Lahan, Siraha.
- Dorpscommissies (106): Arnama (of: Arnamarampur of: Arnama Rampur), Arnamalalpur (of: Arnama Lalpur), Asanpur, Ashokpur Balkawa (of: Ashopur Balkawa), Aurahi, Ayodhyanagar, Badharamal (of: Badhara Mal), Barchhawa, Bariyarpati (of: Bariyarpatti), Bastipur, Belaha, Belhi, Betauna, Bhadaiya, Bhagawatipur (of: Bhagawatipur Tamasuiya), Bhanganpaur (of: Bhagwanpur, of: Bhagawanpur), Bhawanipur, Bhawanpur Kalabanzar (of: Bhawanipur Kalabanjar), Bhokraha, Bishnupur (of: Bishnupur Pra.Ra), Bishnupur Pra.Ma., Bishnupurkatti (of: Bishnupur Katti), Bramhmagaughadi, Chandra Ayodhyapur, Chandralalpur, Chandrodayapur (of: Chandra Udayapur), Chatari, Chikana, Devipur, Dhangadi (of: Dhangadhi), Dhodhana, Dumari (of: Dumri), Durgapur, Fulbariya (of: Phulbariya), Fulkaha (of: Fulkaha Kati, of: Phulkaha Katti), Gadha, Gauripur, Gautari, Govindapur Malahanama (of: Govindpur Malhaniya), Govindapur Taregana (of: Taregana Gobindapur), Hakpara, Hanumannagar (of: Hanuman Nagar), Hanumannagar (Pra.Dha) (of: Hanuman Nagar Pra. Dha.), Harakatti (of: Harkatti), Inarawa (of: Inarwa), Itarhawa (of: Itaharwa), Itari Parshi (of: Itari Parsahi), Itatar, Jamadaha (of: Jamdaha), Janakinagar, Jighaul (of: Jijhaul), Kabilashi (of: Kabilasi), Kachhanari (of: Kachanari), Kalayanpur Jabadi (of: Kalyanpur Jabdi), Kalayanpurkalabanzar (of: Kalyanpur Kalabanjar), Karjanha, Kharukyanhi (of: Khurukyahi), Khirauna, Krishnapur Birta (of: Krishnapur), Kushahalaxininiya (of: Kushaha Laksminiya), Lagadi Gadiyani (of: Lagadi Gadhiyani), Lagdigodh (of: Lagadigoth), Lalpur, Laxminiya, Laxmipur (of: Laxmipur (Pra.Ma.), of: Laxmipur Pra. Ma), Laxmipur Patari, Madar, Mahadewa Portaha, Mahanaur, Maheshpur Gamharia, Maheshpur Patari (of: Mahespur Patar), Majhauliya, Majhaura, Malhaniya Gamharia, Malhaniyakhori (of: Malhaniya Khori), Mauwahi, Media (of: Bhedia), Mohaopur Kamalpur (of: Mohanpur Kamalpur), Muksar, Nahara Balkawa, Nahara Rigoul, Navarajpur (of: Nawarajpur), Padariya Tharutol (of: Padariya), Pipra Pra.Dha, Pipra Pra.Pi, Pokharbhinda, Radhopur (of: Raghopur), Rajpur, Ramnagar Mirchaiya, Rampur Birta, Sakhuwanankarakatti (of: Sakhuwanankarkatti, of: Sakhuwa Nankarkatti), Sanhaitha (of: Sanaitha), Sarswar (of: Sarshwar), Sikron, Silorba Pachhawari (of: Silorwa Pachhawari), Sisawani (of: Siswani), Sitapur Pra.Da (of: Sitapur), Sitapur Pra.Ra, Sonmati Majhaura (of: Sonamati), Sothiyan (of: Sothiain), Sukhachina (of: Sukhachaina), Sukhipur, Teniwapatti (of: Tenuwapatti), Thalaha Kataha, Tulsipur, Vidhyanagar.